# Storm (chanson de SuRie)
Pour les articles homonymes, voir Storm.
Chansons représentant le Royaume-Uni au Concours Eurovision de la chanson
Never Give Up On You
(2017) Bigger than Us
(2019)
Storm est une chanson interprétée par la chanteuse SuRie, et représente le Royaume-Uni à l'Eurovision 2018 à Lisbonne au Portugal. La chanson est écrite et composée par Nicole Blair, Gil Lewis et Sean Hargreaves.

## À l'Eurovision
Alors que SuRie chante Storm devant des millions de téléspectateur en finale de l'Eurovision 2018, un homme monte sur scène, lui arrache son micro des mains et crie un message politique à l'assistance. En direct, la réalisation du show européen n'a pu masquer l'intervention de l'individu. Ce dernier a eu le temps de dire : "Les nazis des médias britanniques ! Nous demandons la liberté !", avant d'être stoppé par la sécurité du concours et la police. SuRie n'a pas perdu le fil de la chanson, en demandant au public de frapper dans leurs mains au rythme du refrain de la chanson. Une fois le micro en main, elle a repris sa chanson avec une détermination démultipliée. La chanteuse britannique et son équipe ont été invités à chanter à nouveau sur scène, mais ils ont décliné l'offre, étant "très fiers de leur performance", ont indiqué les organisateurs de l'Eurovision.